# André Ballet
Pour les articles homonymes, voir Ballet (homonymie).
André Ballet, né le 30 juillet 1885 à Paris 9e et mort le 10 novembre 1959 à Paris 15e, est un artiste plasticien français de la première moitié XXe siècle, caractérisé par une grande variété d'activités : peinture, porcelaine, céramique, gravure sur cristal, ex-libris, papier de garde, reliure.

## Biographie
André Ballet est l'aîné des quatre enfants de Léon Victor Ballet, peintre sur porcelaine, et Clémentine Jeanne Vaillant. Il étudie à Sciences Po et à la Faculté de Droit et achève sa thèse de doctorat vers 1910, portant sur Le droit d'auteur sur les œuvres de peinture et de sculpture.
En 1914 il devient avocat et, dans le même temps, expose à Lyon ses verreries, comme « artiste rattaché au Musée de Céramiques de Sèvres ». La même année il est mobilisé comme sergent d'infanterie, puis en Champagne et enfin à la section camouflage où il est grièvement blessé. Sa santé en est durablement altérée, comme en témoigne son appartenance, dans les années 1930, à la Samothrace, groupe d'artistes mutilés et blessés de guerre.
De retour de la guerre, il se consacre entièrement et définitivement à ses activités artistiques. Depuis sa jeunesse, il peint sur panneau ou sur toile et ce jusqu'à sa mort. Il expose ses peintures dès 1914 au salon des indépendants, à la Galerie Lilloise à Lille en 1927, au Salon de la Samothrace (1932, 1936 ou 1937, 1939), au Grand Salon en 1944, etc.
Tout au long de sa vie il se consacre par ailleurs à de nombreuses autres formes artistiques, essentiellement les arts décoratifs. Dès 1914, il décore de bleu et or des verreries de Lalique. Dans les années 1920, il s'agit de flacons à décors émaillés, notamment pour Louis Vuitton. Pour ce dernier, il compose également des couteaux décorés et des brosses. Il crée des modèles de couteaux pour la maison Bébert frères, en métal et en ivoire. Ses œuvres sont exposées à plusieurs reprises : ses verreries au Musée Galliera en 1923, ses reliures au Musée Galliera en 1924, son carreau de céramique et ses pièces de coutellerie au Musée Galliera en 1930, etc.
En 1922, il crée pour Georges Haumont son premier ex-libris. Il en composera 31 jusqu'en 1954, notamment pour René-Xavier Prinet (1924), Camille Mauclair (1928), Jacques Millot (1949), Germaine de Rothschild (1950), la Princesse Schoenburg-Hartenstein (1951), le Général Weygand (1954), etc. En 1926 il signe sa première reliure connue. Tout au long de sa vie il se consacre également aux papiers de garde dont il produit de nombreux modèles.

## Œuvres conservées
- Paysage provençal, s. d., huile sur toile, 54 x 62 cm, S. B. DR. : Andre Ballet ; achat à l'artiste en 1937 ; Inv. : FNAC 14526 du Centre national des arts plastiques ; en dépôt depuis le 28/05/1937 : mairie de Sainte-Orse ; Expositions : Paris, Salon de la Samothrace, 1936 ou 1937 n° 10.
- Moulin de Corneville, s. d., 47 x 55 cm ; achat à l'artiste en 1939 ; Inv. :  FNAC 15975 du Centre national des arts plastiques ; En dépôt depuis le 29/03/1939 : École Nationale Supérieure des Beaux-Arts de Paris ; Expositions : Paris, Salon de la Samothrace, 1939.
- Paysage de Dordogne, s. d., 38 x 46 cm, S. B. DR. : André Ballet ; achat à l'artiste en 1955 ; Inv. : FNAC 24421 du Centre national des arts plastiques ; en dépôt depuis le 27/05/1955 : mairie de Gourin.
- Honfleur, s. d., huile sur isorel, 38,9 x 46,5 cm ; S. B. DR. à la peinture bleue : ANDRE BALLET ; achat à l'artiste en 1957 ; Inv. : FNAC 25552 du Centre national des arts plastiques.

## Publications
- André Ballet : Note sur les ex-libris et les papiers de garde, in L'ex-libris français n°42 (1956). — p. 520-526.

## Articles sur l'artiste ou le mentionnant
- La construction lyonnaise. Journal bimensuel. Architecture — Génie Civil — Travaux publics. 36e année. — n°11, 1er juin 1914. pp. 124 et suivantes.
- « Tu es assommant !», in Excelsior : journal illustré quotidien, 23 juin  1915. — (consulter en ligne ).
- « Quelques flacons à décor émaillé. André Ballet. Salon des Artistes Décorateurs. 1922 », in Bulletin de la vie artistique, 15 mai 1922. — 2e de couverture. — (consulter en ligne ).
- « Exposition internationale des arts décoratifs. Louis Vuitton », in Mobilier et décoration d'intérieur : revue française technique des industries s'y rattachant. — Édition Edmond Honoré à Sèvres. — février 1925. — (consulter en ligne . — p. 81-88).
- « Les Imagiers modernes» , in Plaisir de bibliophile : gazette trimestrielle des amateurs de livres modernes. — Paris, 1927. — Tome 3, n°9. —  (consulter en ligne . — p. 230).
- Ernest Tisserant : « Chronique de l'art décoratif », in L'Art Vivant, n° du 15 septembre 1928, p. 735. — (consulter en ligne ).
- H. Buriot-Darsiles, « André Ballet. Ses Ex-libris, Papiers de gardes et Reliures », in L'Ex-libiris, revue internationale, 1930, 2e année, 3e trimestre, p. 127-134. — (consulter en ligne ).
- Marcel Rénac : « La Samothrace », in Art national construction, avril 1932. — (consulter en ligne . — p. 12).
- Pierre Migennes : « Les papiers de garde d'André Ballet », in Art et décoration, revue mensuelle d'art moderne, n° 61, 1932. — Editions Albert Lévy, 1932. — (consulter en ligne . — p. 59-64).
- Raymond Cogniat : « Carrelages et mosaïques », in Art & décoration, revue mensuelle d'art moderne, n° 61, 1932. — Éditions Albert Lévy, 1932. —  (consulter en ligne . — p. 89-96).
- « Exposition de la Samothrace », in L'Est Républicain du jeudi 14 janvier 1937, p. 8.
- Georges Haumont : « André Ballet ses ex-libris et ses pages de garde », in L'ex-libris français n°42 (1956). — 517-520.
- Victor Arwas et Frank Russell : Art Deco. — éditeur : Harry N. Abrams, Inc. — New-York. — 1980. — (consulter en ligne  . — p. 254).
- G. Schurr : « Ballet  André », in Le guidargus de la peinture du XIXe siècle à nos jours. — 1980.
- Julien Fléty : Dictionnaire des relieurs français ayant exercé de 1800 à nos jours. Paris, ed. Technorama, 1988.
- Louise-Mirabelle Biheng-Martinon : « André Ballet », in Voyage au pays des relieurs ou l'évolution du métier du relieur en France au XXe siècle. Logiques sociales. — Éditions L'Harmattan, 2004,  (ISBN 2747560724), 9782747560726, 355 pages.